# Мшинская (садоводческий массив)
Мши́нская — садоводческий массив в Мшинском сельском поселении Лужского района Ленинградской области.

## Географическое положение
Расположен в 109 километрах от Санкт-Петербурга и является одним из крупнейших садоводческих массивов Ленинградской области.
Общая площадь садоводческого массива 2188 га, на территории массива находятся более 60 садоводств, насчитывающих около 22 000 садоводческих участков.
С юго-западной стороны садоводческого массива Мшинская находится железнодорожная станция Мшинская, с северо-западной — остановочный пункт Росинка Октябрьской железной дороги.

## История
Садоводческий массив Мшинская начал своё существование в 1982 году.

## Население
Летом, во время дачного сезона на территорию массива въезжает от 100 до 150 тысяч человек. Постоянно на территории садоводческого массива Мшинская проживает от 3000 до 5000 садоводов.

## Инфраструктура
По дорогам массива курсируют рейсовые автобусы. На сегодняшний день[когда?]

 автобусы доставляют людей от въезда в садоводства до железнодорожной станции Мшинская (с северной части массива — до платформы Росинка), и обратно. Также работает частное такси. Есть дороги с асфальтовым покрытием протяжённостью более 25 км, а также сеть грунтовых подъездных дорог внутри садоводств.
Существовал проект прокладки водопровода в садоводствах. По участкам были уложены стальные трубы, однако водопровод так и не был запущен. Трубы были демонтированы силами садоводов.
Для торгового обслуживания садоводов в центре массива организован рынок «У лесника», во многих садоводствах построены и функционируют продовольственные магазины, многие из которых с круглогодичным режимом работы. В массиве функционируют три магазина строительных материалов, пункты по обмену газовых баллонов.
В 2005 году построена церковь святого Иоанна Богослова, открыт медико-социальный комплекс и пункт охраны правопорядка.

## Мшинское болото
Садоводческий массив Мшинская с восточной стороны граничит с комплексным заказником «Мшинское болото». Заказник расположен на водоразделе рек Оредеж и Ящера, на территории Лужского и Гатчинского районов Ленинградской области. Труднодоступная территория, попасть на которую (за исключением зимнего периода) можно только по нескольким тропам. Почти в центре заказника находятся два озера ледникового происхождения. Северный плёс называют озером Вялье. Его длина — 8,9 километра, наибольшая ширина — 3,5 километра. Посредине водоема тянется цепочка островов. Южный плёс — озеро Стречно. Длина его — 6,9 километра, ширина — до 4 километров. На территории заказника обитает большое количество растений и животных, многие из которых редкие и находятся под охраной.